# Eerste Kamerverkiezingen 1899
De Eerste Kamerverkiezingen 1899 waren reguliere Nederlandse verkiezingen voor de Eerste Kamer der Staten-Generaal. Zij vonden plaats op 11 juli 1899.
De verkiezingen werden gehouden voor een derde deel van de zittende leden van de Eerste Kamer van wie de zittingstermijn afliep. Bij deze verkiezingen kozen de leden van Provinciale Staten - die bij de Statenverkiezingen in juni 1898 gekozen waren - in tien kiesgroepen naar provincie zeventien nieuwe leden.
De uitslag van de verkiezingen was als volgt:
| Partij                         | Zetels | Zetels | Zetels | Zetels | Zetels | Zetelverdeling naar provincie | Zetelverdeling naar provincie | Zetelverdeling naar provincie | Zetelverdeling naar provincie | Zetelverdeling naar provincie | Zetelverdeling naar provincie | Zetelverdeling naar provincie | Zetelverdeling naar provincie | Zetelverdeling naar provincie | Zetelverdeling naar provincie | Zetelverdeling naar provincie |
| Partij                         | 1896   | Af     | Bij    | 1899   | +/−    | Gr                            | F                             | D                             | O                             | Ge                            | U                             | NH                            | ZH                            | Z                             | NB                            | L                             |
| ------------------------------ | ------ | ------ | ------ | ------ | ------ | ----------------------------- | ----------------------------- | ----------------------------- | ----------------------------- | ----------------------------- | ----------------------------- | ----------------------------- | ----------------------------- | ----------------------------- | ----------------------------- | ----------------------------- |
| Liberale Unie                  | 27/24  | 6      | 6      | 24     | 0      | 3                             | 4                             | 2                             | 2                             |                               |                               | 7                             | 6                             |                               |                               |                               |
| katholieken                    | 13     | 4      | 4      | 13     | 0      |                               |                               |                               |                               | 3                             | 1                             |                               |                               |                               | 6                             | 3                             |
| vrije liberalen                | 4/7    | 5      | 5      | 7      | 0      |                               |                               |                               | 1                             |                               |                               | 2                             | 4                             |                               |                               |                               |
| Vrij-Antirevolutionaire Partij | 0/3    | 0      | 0      | 3      | 0      |                               |                               |                               |                               | 2                             |                               |                               |                               | 1                             |                               |                               |
| Anti-Revolutionaire Partij     | 5/2    | 1      | 1      | 2      | 0      |                               |                               |                               |                               |                               | 1                             |                               |                               | 1                             |                               |                               |
| conservatieven                 | 1      | 1      | 1      | 1      | 0      |                               |                               |                               |                               | 1                             |                               |                               |                               |                               |                               |                               |
| totaal                         | 50     | 17     | 17     | 50     | 0      | 3                             | 4                             | 2                             | 3                             | 6                             | 2                             | 9                             | 10                            | 2                             | 6                             | 3                             |

## Gekozenen
Bij deze verkiezingen waren zeventien leden aftredend, van wie zestien herkozen werden. De stemming voor de resterende vacature had het volgende resultaat:
- Door Provinciale Staten van Noord-Holland werd Frederik van Nierop (conservatieven) gekozen in de vacature ontstaan door het periodiek aftreden van Adrianus Prins die had aangegeven niet herkiesbaar te zijn.

De zittingsperiode van de Eerste Kamer ging in op 19 september 1899. De zittingstermijn van de gekozen Kamerleden bedroeg negen jaar.
*1850 · 1853 · 1856 · 1859 · 1862 · 1865 · 1868 · 1871 · 1874 · 1877 · 1880 · 1883 · *1884 · 1887 (I) · *1887 (II) · *1888 · 1890 · 1893 · 1896 · 1899 · 1902 · *1904 · 1907 · 1910 · 1913 · 1916 · *1917 · 1919 · *1922 · *1923 · 1926 · 1929 · 1932 · 1935 · *1937 · *1946 · *1948 · 1951 · *1952 · 1955 · *1956 (I) · *1956 (II) · 1960 · *1963 · 1966 · 1969 · *1971 · 1974 · 1977 · 1980 · *1981 · *1983 · *1986 · 1987 · 1991 · 1995 · 1999 · 2003 · 2007 · 2011 · 2015 · 2019 · 2023

* algemene verkiezingen in verband met vervroegde ontbinding van de Eerste Kamer

vanaf 1987 bedraagt de vaste zittingstermijn van de Eerste Kamer vier jaar